# Tango Desktop Project

Paleta de colores utilizada en The Tango Desktop Project [http://tango.freedesktop.org/Tango_Icon_Theme_Guidelines#Color Color Palette

El proyecto conocido como Tango Desktop Project aspira a proporcionar una experiencia de usuario para aplicaciones en distintos entornos libres y de código abierto. El objetivo clave del proyecto es permitir a los desarrolladores integrar su software (en términos de apariencia) con el escritorio.
Las inconsistencias en la visualización que surgen del uso de distintos entornos de escritorio (KDE, GNOME, Xfce...) y las distribuciones personalizadas dificultan que Linux sea el objetivo de terceras partes. Un malentendido bastante corriente es pensar que el proyecto pretende proporcionar tema de escritorio que funcione en la mayoría de los entornos de escritorio (como es el caso de Bluecurve).
El estilo no pretende ser visualmente único para distinguirse. El objetivo secundario del proyecto es crear un estilo que haga que las aplicaciones se vean adecuadamente en los distintos sistemas operativos que son habituales actualmente. Los proveedores de software independientes que utilicen el estilo Tango notarán que sus aplicaciones no se ven fuera de lugar al usarlas en Windows XP, Mac OS X, KDE, GNOME o Xfce.
Además de unas directrices visuales, el proyecto pretende proporcionar un conjunto de símbolos para los iconos. Tango sigue las especificaciones de Freedesktop.org tanto para el apartado gráfico como para los nombres.
Muchos proyectos de software libre, como GIMP, Scribus o el propio GNOME, han empezado a seguir las directrices de estilo de Tango para sus iconos. También los iconos usados en el tema de Mozilla Firefox 3 siguen estas directrices.
Para los desarrolladores de software privativo también es posible usar los iconos del Tango Desktop Project, siempre que se sigan las directivas de la licencia. Ejemplos de este uso son VMware Workstation 6 y Medsphere OpenVista CIS.

## Paleta de colores
Esta es la paleta de colores hexadecimal usada por el Tango Desktop Project, organizada por grupos de color y brillo:
| Butter         | fce94f | edd400 | c4a000 |
| Orange         | fcaf3e | f57900 | ce5c00 |
| Chocolate      | e9b96e | c17d11 | 8f5902 |
| Camaleón       | 8ae234 | 73d216 | 4e9a06 |
| Azul Cielo     | 729fcf | 3465a4 | 204a87 |
| Ciruela        | ad7fa8 | 75507b | 5c3566 |
| Rojo Escarlata | ef2929 | cc0000 | a40000 |
| Aluminio       | eeeeec | d3d7cf | babdb6 |
| Aluminio       | 888a85 | 555753 | 2e3436 |